# The Wreck of the Edmund Fitzgerald
A The Wreck of the Edmund Fitzgerald egy Gordon Lightfoot kanadai énekes-zeneszerző által, 1976-ban írt dal, ami az SS Edmund Fitzgerald nevű hajó elsüllyedéséről szól. A hajó 1975. november 10-én egy viharban süllyedt el a Felső-tavon, legénységének mind a 29 tagja odaveszett.

Lightfoot a Newsweek 1975. november 24-i számában megjelent A legkegyetlenebb hónap című, az eseményről szóló cikkéből merített ihletet.

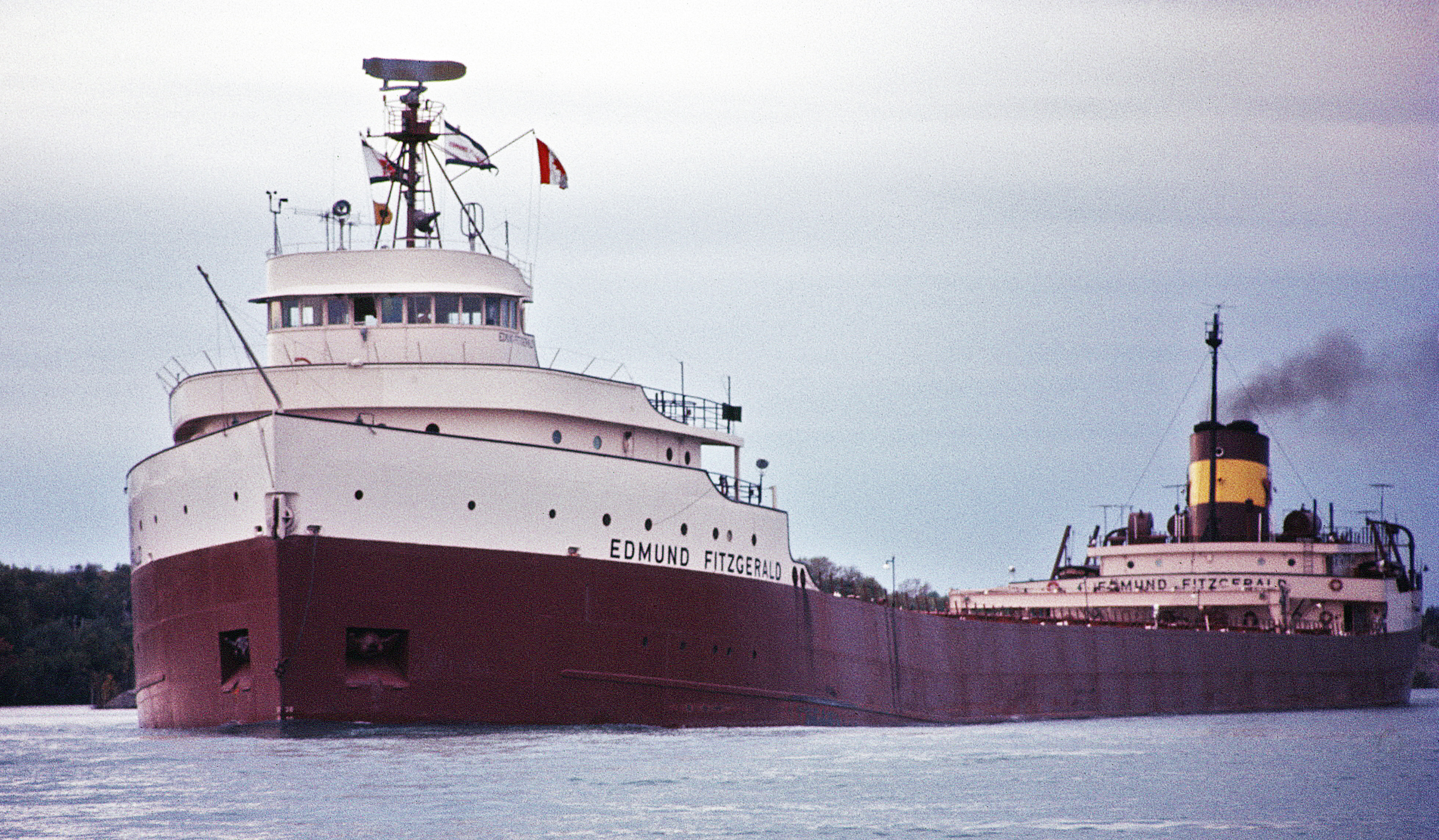
Az SS Edmund Fitzgerald (1971)

Eredetileg 1976-os Summertime Dream című albumon jelent meg, a kislemez-változat 1976. november 20-án, alig egy évvel a katasztrófa után, első helyezést ért el hazájában, Kanadában (az RPM országos kislemez-felmérésében). 1976-ban az Egyesült Államokban a Cashboxban első, a Billboard Hot 100-ban pedig két hétig második helyezést ért el (Rod Stewart Tonight's the Night című dala mögött), ezzel Lightfoot második legsikeresebb kislemeze lett, a Sundown mögött. A tengerentúlon legfeljebb kisebb sláger volt, a UK Singles Charton a 40. helyen végzett.
Lightfoot 1988-ban újra felvette a dalt a Gord's Gold, Vol. 2 című válogatásalbumra.

## Szöveg
A szöveg az Edmund Fitzgerald hajó utolsó útját meséli el. Lightfoot a közvetlenül az események után gyűjtött híradásokból merített ihletet, különösen a Newsweek magazin 1975. november 24-i számában megjelent "The Cruelest Month" (A legkegyetlenebb hónap) című írásból. Lightfoot a Nagy-tavakon való szabadidős vitorlázás iránti szenvedélye végig meghatározza a ballada verseit.
A dal, amelyet még azelőtt rögzítettek, hogy a hajó roncsait megvizsgálhatták volna, tartalmaz néhány művészi feltételezést, kihagyást és parafrázist. Későbbi interjúkban Lightfoot elmesélte, hogyan gyötrődött az esetleges pontatlanságok miatt, miközben a dalszöveg megírásával próbálkozott, mígnem szólógitárosa, Terry Clements meggyőzte őt, hogy tegye azt, amit Clements kedvenc írója, Mark Twain tanácsolna: egyszerűen meséljen egy történetet.
2010 márciusában Lightfoot megváltoztatta a zene szövegét, hogy pontosabb legyen a valósághoz. Az eredeti szöveg így szólt:

„"At 7 p.m. a main hatchway caved in; he said..."”

Magyarul: "Este 7 órakor beomlott egy főnyílás; azt mondta...". Ezt az alábbira változtatta meg:

„"At 7 p.m. it grew dark, it was then he said..."”

Magyarul: "Este 7 órakor besötétedett, akkor azt mondta...".
Lightfoot akkor értesült az új kutatásról, amikor engedélyt kért a dala felhasználására a History Channel 2010. március 31-én sugárzott dokumentumfilmjében. Lightfoot kijelentette, hogy nem állt szándékában megváltoztatni az eredeti, szerzői jogvédelem alatt álló dalszöveget; ehelyett ettől kezdve az élő fellépések során egyszerűen az új szöveget énekelte.

## Produkció
A zenét 1975 decemberében vették fel az Easter Sound nevű stúdióban, Toronto egykori hippi körzetében. A stúdiót későb lebonották, helyére egy parkolót építettek.
Pee Wee Charles és Terry Clements "a kísérteties gitár és acélriffeket" egy "második felvételen" találta ki az esti felvétel során.
Lightfoot kiürítette a stúdiót, és az összes lámpát eloltotta, kivéve azt, amelyik a vokális részének felvételekor megvilágította a firkált szavak pergamenjét.
A dal volt az első kereskedelmi digitális többsávos felvétel a 3M 32 sávos digitális felvevővel – akkoriban prototípus technológiával.

## Fordítás
Ez a szócikk részben vagy egészben  a   The Wreck of the Edmund Fitzgerald című angol Wikipédia-szócikk ezen változatának fordításán alapul.  Az eredeti cikk szerkesztőit annak laptörténete sorolja fel. Ez a jelzés csupán a megfogalmazás eredetét és a szerzői jogokat jelzi, nem szolgál a cikkben szereplő információk forrásmegjelöléseként.